# Підзаконний акт
Підзаќонний ́акт (англ. Bylaw, нім. Satzung, пол. Zarządzenie) — нормативний акт, що приймається уповноваженими нормотворчими суб'єктами на основі і на виконання законів, та не повинний суперечити їм.
Існування підзаконних нормативних актів у правовій системі зумовлено багаторівневою структурою самих суспільних відносин, що потребують як законодавчого врегулювання, так і вторинного, детальнішого і конкретизуючого нормативного регулювання з метою оперативного вирішення питань в окремих сферах життєдіяльності суспільства.

## Класифікація підзаконних нормативних актів
Підзаконні нормативні акти різняться між собою і утворюють складну систему. Їх можна класифікувати за різними критеріями:
- За суб'єктами прийняття — підзаконні нормативні акти Президента України, уряду, центральних та місцевих органів виконавчої влади, органів місцевого самоврядування та ін.;
- За зовнішньою формою акта — укази, постанови, накази, розпорядження, рішення, статути, правила та ін.;
- За сферою дій акта — загальні підзаконні нормативні акти, обов'язкові на всій території держави(нормативні акти Президента України або Кабінету Міністрів України);
  - Відомчі підзаконні нормативні акти, приписи яких поширюються на організації та осіб, що перебувають у системі службового підпорядкування відповідного міністерства, відомства (нормативні акти міністрів, керівників, інших центральних органів виконавчої влади, що мають внутрішнє значення);
  - Місцеві підзаконні нормативні акти, дія яких обмежується територією відповідної адміністративно-територіальної одиниці(нормативні акти голів місцевих державних адміністрацій);
  - Локальні підзаконні нормативні акти, які діють тільки в межах конкретного підприємства, установи, організації (нормативні акти керівників підприємств, установ, організацій);
- За часом дії — постійні та тимчасові;
- За характером правотворчої компетенції — прийняті в межах власної правотворчої компетенції(нормативні акти уряду і прийняті в порядку реалізації делегованих правотворчих повноважень (деякі нормативні акти органів місцевого самоврядування);
- За порядком прийняття — видані одноособово(нормативний наказ керівника державного комітету), прийняті колегіально(постанова правління Національного Банку України, видані спільно двома або більше відомствами) наприклад, наказ Міністерства фінансів Країни і Державного комітету України з питань регуляторної політики та підприємництва).[1]

## Види та характеристика підзаконних нормативних актів за суб'єктами прийняття
1. Нормативні акти Президента України. Президент України — голова держави — на основі Конституції і законів України в межах своїх повноважень видає нормативні акти у формі указів, які є обов'язковими до виконання на всій території України(ст. 106 Конституції України).
2. Нормативні акти Кабінету Міністрів. Кабінет Міністрів України — вищий орган виконавчої влади — в межах своєї компетенції на основі і на виконання Конституції та законів України видає постанови і розпорядження, обов'язкові для виконання(ст. 117 Конституції України). Акти кабінету Міністрів нормативного характеру видаються у формі постанов, а акти з організаційно-розпорядчих та інших поточних питань — у формі розпоряджень(ст. 53 Закону України «Про Кабінет Міністрів України»).
3. Нормативні акти міністерств та інших центральних органів виконавчої влади. Міністри та керівники інших центральних органів виконавчої влади в межах компетенції очолюваних ними органів у відповідній сфері управління видають нормативні акти у формі наказів(ст 117 Конституції України).

Межі правотворчої компетенції центральних органів виконавчої влади конкретизуються в положеннях про окремі міністерства. Так у ст. 8 Положення про Міністерство юстиції України закріплено, що Міністерство юстиції у межах своїх повноважень видає накази, обов'язкові для виконання місцевими органами виконавчої влади, органами місцевого самоврядування, підприємствами, установами і громадянами.
Центральні органи виконавчої влади зі спеціальним статусом (Антимонопольний комітет України, Державна комісія з цінних паперів та фондового ринку, Пенсійний фонд України, Національний банк України та ін.) можуть видавати нормативні акти і в інших формах, зокрема, у формі розпоряджень, рішень, постанов.
Наказами міністерств та інших центральних органів виконавчої влади затверджуються такі нормативні акти
- інструкції — акти, що видаються з метою роз'яснення порядку застосування норма права або з метою встановлення методичних правил і способів виконання певних операцій;
- положення — систематизований нормативний акт, яким визначається структура, завдання, компетенція або організація діяльності певних суб'єктів права;
- правила — акти, що закріплюють порядок організації і здійснення певного виду діяльності;
- переліки.

Акти цієї групи часто називають відомчими, за предметом регулювання вони поділяються на внутрішні і зовнішні. Також відокремлюють відкриті відомчі акти і закриті відомчі акти, які доступні для обмеженого кола осіб.
1. Нормативні акти місцевих державних адміністрацій. Голова місцевої державної адміністрації в межах своїх повноважень і на виконання Конституції і законів України, актів Президента України, Кабінету Міністрів України, міністерств та інших центральних органів виконавчої влади видає розпорядження, обов'язкові для виконання для всіх органів, підприємств, установ, організацій, посадових осіб та громадян, які знаходяться на відповідній території.
2. Нормативні акти органів та посадових осіб місцевого самоврядування.
3. Локальні Нормативні акти — акти, які приймаються керівниками підприємств, установ, організацій в межах наданих їм повноважень з метою регулювання службової і трудової діяльності.

## Співвідношення закону та підзаконних нормативно-правових актів України
Поняття співвідношення можна розглядати як взаємний зв'язок між двома предметами чи явищами. Розглянемо співвідношення підзаконних актів з законом шляхом виділення спільного та відмінного між двома теоретичними категоріями : законі і підзаконний акт.
1. Співвідношення за органом державної влади, який наділений компетенцією в сфері правотворчості.
 Підзаконні нормативно-правові акти в системі механізму діяльності органів державної влади видаються головним чином органами виконавчої влади, Президентом України та органами місцевого самоврядування, тоді як закони — виключно представницьким органом державної влади (парламентом), конституційний склад якого формують 450 народних депутатів України. В даному співвідношенні підкреслюється виключно конституційний принцип розподілу влади на законодавчу, виконавчу та судову. Тобто, закони є основними проявами реалізації компетенції законодавчої влади, а підзаконний акт — виконавчих функцій держави, завдань виконавчої гілки влади, Президента та органів місцевого самоврядування.
2. Співвідношення за процедурою ухвалення законів та підзаконних актів.
 Підзаконні нормативно-правові акти, на відміну від законів, можуть бути більш оперативно змінені, доповнені або скасовані. Завдяки цьому досягається гнучкість правового регулювання суспільних відносин в державі.
 Закон — це нормативний акт, який приймається шляхом законодавчого процесу, процедури ухвалення закону, яка складається з певних стадій — самостійних, логічно завершених етапів і організаційно — технічних дій. Законодавчий процес складається з таких стадій як передпроєктна стадія, проєктна стадія, стадія ухвалення законопроєкту, засвідчувальна стадія та інформаційна стадія.
Підзаконні акти приймаються в основному окремим органом або посадовою особою, і таких стадій не містить, що набагато звужує час прийняття підзаконного акту. За сучасних умов, суспільство і суспільні процеси часто потребують негайних дій і час прийняття і ухвалення нормативного рішення відіграє важливу роль, саме підзаконні акти можуть швидше реагувати на зміну певних обставин. Однак, деякі науковці стверджують про негативні тенденції зростання кількості підзаконних актів в порівнянні з законами. Зокрема про те, що при виданні таких актів інколи порушується обов'язкова вимога їх відповідності законам, може виникнути небажане «розбухання» чи дублювання нормативного матеріалу. Іншими недоліками підзаконних актів справедливо називають можливість закріплення у них вузьких, однобічних управлінських рішень, спрямованість на захист суто відомчих інтересів, інколи не доведення змісту до відома фізичних та юридичних осіб, яких вони стосуються, низьку довіру громадян щодо достовірності всебічного і повного врахування їх прав у даній формі правового регулювання. Також негативними моментами підзаконної правотворчості називають її складну мову, можливість вживання неюридичних термінів, неточність формулювань, непоодинокі випадки невідповідності чинному законодавству, видання актів з очевидним перевищенням компетенції. Звичайно, що із деякими з цих тверджень можна погодитись, однак лише органи виконавчої влади можуть активніше реагувати на нові суспільні відносини.
 Як правило, орган законодавчої влади в сучасних умовах працює сповільнено, що і призводить до дієвості суб'єктів підзаконної правотворчості. Усунути негативні моменти підзаконної правотворчості, можна лише чітко дотримуючись законодавства, не перевищуючи компетенції в сфері правотворчості .
3. Співвідношення за колом регулювання суспільних відносин.
 Підзаконними нормативно-правовими актами врегульовується все різноманіття суспільних відносин, яке виникає між людьми і організаціями, органами влади, законами ж — тільки основні, коло яких в загальному окреслюється у ст. 92 Конституції України. Необхідно зазначити, що підзаконні акти, як правило, регулюють майже ті самі відносини, які були врегульовані законом. У ст. 117 Основного закону держави записано : « Кабінет Міністрів України в межах своєї компетенції видає постанови і розпорядження, які є обов'язковими до виконання». Однак нічого не зазначається з яких саме питань може Кабмін виносити такі акти. Вважаємо, що доцільно було б при прийнятті Конституції України визначити коло правовідносин, які необхідно було б врегульовувати на підставі актів органів виконавчої влади.
4. Співвідношення за юридичною силою.
 Вітчизняна наука визначає юридичну силу нормативних актів як специфічну властивість нормативно-правових актів, яка характеризує їх співвідношення і взаємозалежність за формальною обов'язковістю та визначається місцем правотворчого органу в апараті держави. Закони виступають основою для підзаконного правового регулювання. Підзаконні нормативно-правові акти мають меншу юридичну силу ніж закони. У випадку виявлення суперечностей між нормами підзаконних нормативно-правових актів і законів, вони завжди вирішуються на користь останніх. В даному випадку підзаконні акти займають другорядне місце після законів.
5. Співвідношення за часовими межами.
 Підзаконні нормативно-правові акти, як правило, розраховуються на менш тривалий період чинності, є менш стабільними. У випадку внесення змін до галузевих та інших пов'язаних з певною сферою правового регулювання законів, вони мають бути приведені у відповідність до цих джерел права.
6. Співвідношення за колом осіб та сферою правового впливу.
 Підзаконні нормативно-правові акти, як правило, розповсюджуються на менше коло осіб ніж закони. Сфера правового регулювання окремих з них є більш вузькою, спеціальною, у порівнянні з положеннями законів.